# Шитикова, Надежда Денисовна
Надежда Денисовна Шитикова (Аркадьева) (15 сентября 1923 — 1995) — советская фехтовальщица-рапиристка, чемпионка мира.

## Биография
Родилась в 1923 году.
Фехтованием занялась в 1946 году, выступала за ЦДСА (Москва).
В 1952 году приняла участие в Олимпийских играх в Хельсинки, но наград не завоевала.
В 1955 году выиграла II Международные дружеские спортивные игры молодёжи.
В 1956 году приняла участие в Олимпийских играх в Мельбурне, но неудачно, зато стала обладательницей золотой медали чемпионата мира. 
Трёхкратная чемпионка СССР. Была замужем за заслуженным тренером СССР по фехтованию Виталием Андреевичем Аркадьевым.

## Награды
- Медаль «За трудовую доблесть» (27.04.1957) — «за успехи, достигнутые в деле развития массового физкультурного движения в стране, повышения мастерства советских спортсменов, и успешное выступление на международных соревнованиях»